# Uniforme e vestuário de corte no Império Otomano

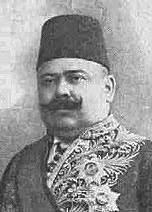
Halil Menteşe vestindo o uniforme diplomático.

O uniforme oficial da corte e o vestuário do Império Otomano eram obrigatórios para os assistentes da corte imperial no século XIX, com o objetivo de se equipararem à maioria das nações europeias. Consistia em vestuário de inspiração europeia ao estilo do Império. Foi introduzido durante as fases iniciais do período de modernização Tanzimat até ao final da Primeira Guerra Mundial. 

## História

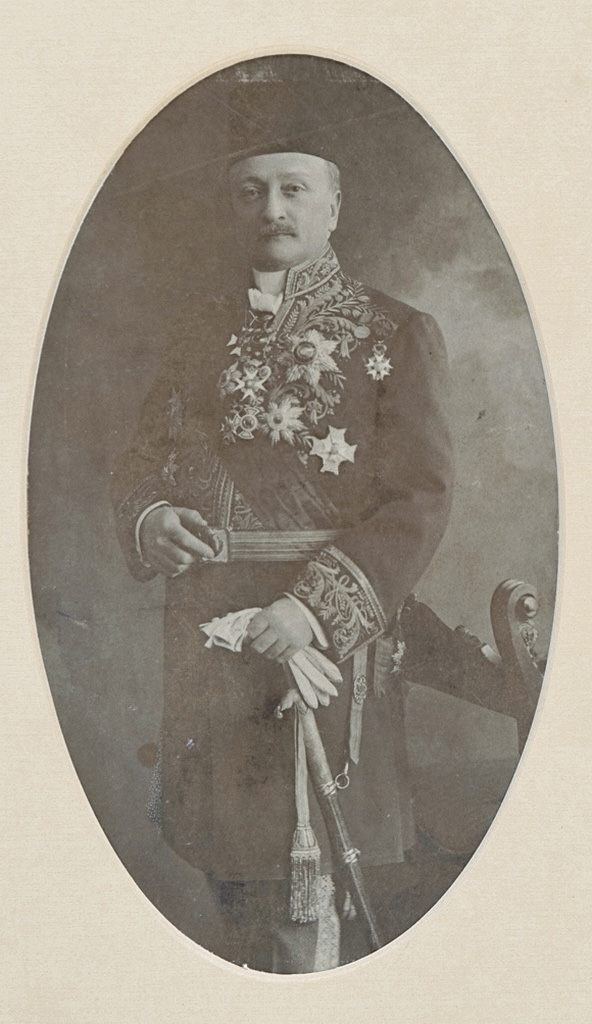
Ismail Cenani Pasha em traje de corte (1911)

As reformas do Tanzimat surgiram das mentes de sultões reformistas como Mahmud II, do seu filho Abdulmejid I e de burocratas proeminentes, muitas vezes com formação europeia, que reconheceram que as antigas instituições religiosas e militares já não satisfaziam as necessidades do império. A maior parte das mudanças simbólicas, como os uniformes, tinham como objetivo mudar a mentalidade dos administradores imperiais. Muitos dos funcionários afectos ao governo foram encorajados a usar um estilo de vestuário mais ocidental. Muitas das reformas foram tentativas de adotar práticas europeias bem sucedidas. As reformas foram fortemente influenciadas pelo Código Napoleônico e pela lei francesa durante o Segundo Império Francês, como resultado direto do número crescente de estudantes otomanos a serem educados em França. 

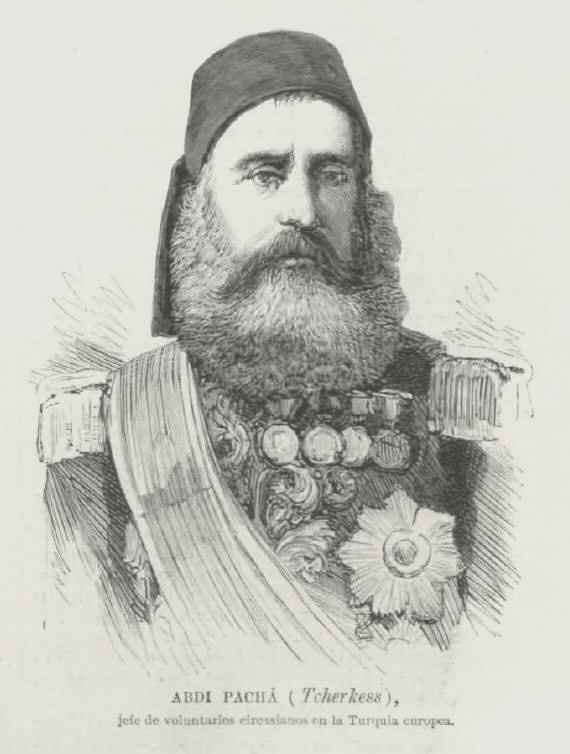
Cerkez Abdi Pasha em roupa de corte (1875)

Após a missão militar francesa em 1796, as práticas francesas tornaram-se muito populares na sociedade otomana. Após a criação do primeiro gabinete, Mahmud II ordenou a deslocação de vários burocratas às cortes de França e de outras nações do mundo para observar não só o vestuário, mas também as instituições inovadoras, que eram aceitáveis para a época. Os primeiros novos uniformes da corte foram usados por volta de 1839, altura da morte do sultão.  O seu filho Abdulmejid I sucedeu-lhe e o uniforme e o traje da corte ao estilo francês foram oficialmente estabelecidos. O vestuário de estilo europeu também era popular entre a classe alta, uma vez que sobrecasaca, casacos, coletes, sobretudos, gravatas, sapatos de ponta afiada e de salto alto não eram incomuns durante o período de modernização do Tanzimat. 

### Período republicano
Após a abolição da monarquia otomana, a gravata branca tornou-se obrigatória para todos os funcionários do governo, incluindo seu presidente. 

## Galeria

### Uniformes da corte 1839-1876

Roupas de corte de inspiração francesa (observe as luvas brancas, dragões, calças e golas)
Outro exemplo de trajes de corte de inspiração francesa, baseados principalmente em uniformes usados no Segundo Império Francês
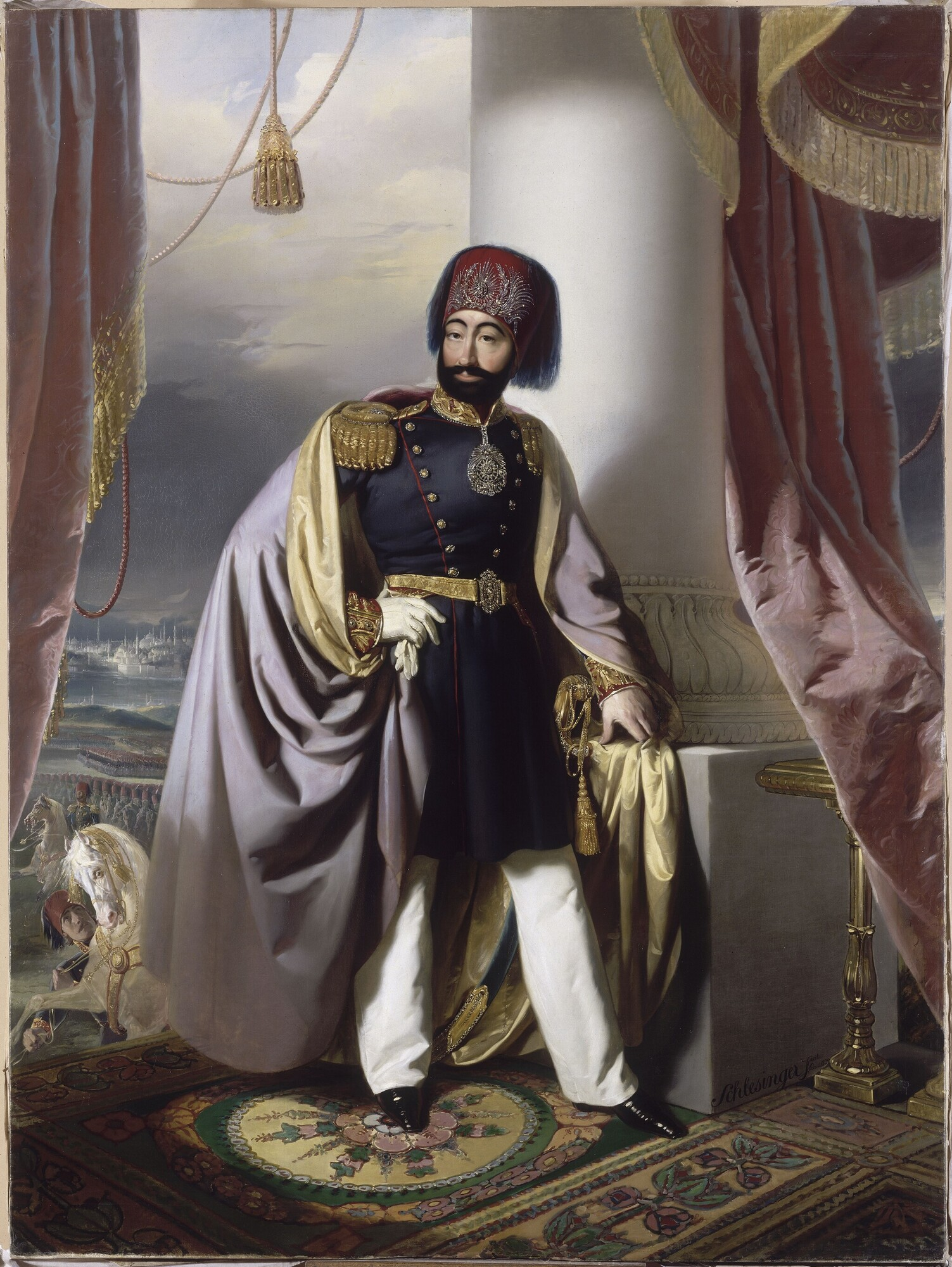
Uma pintura de Mahmud II aparecendo em roupas europeias junto com uma capa
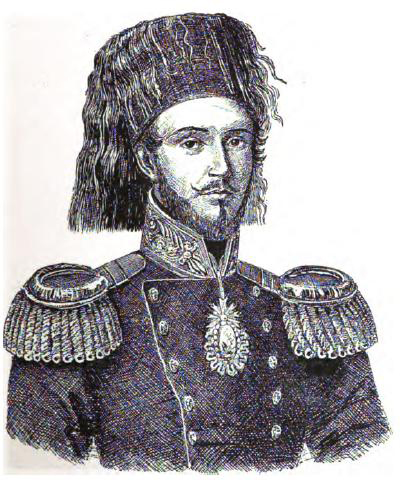
Sultão Abdulmejid I com roupas baseadas no modelo francês
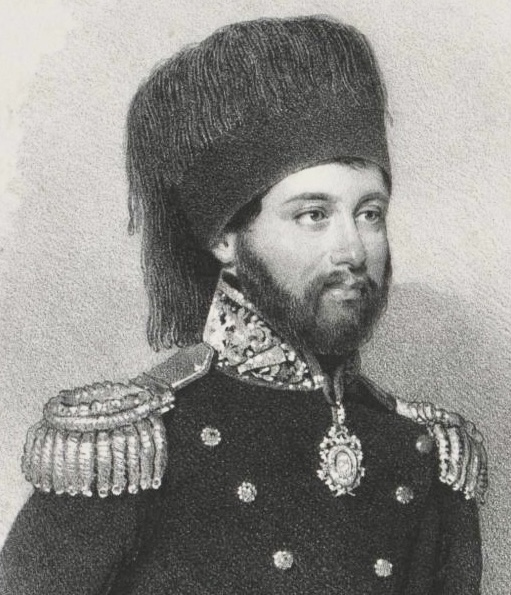
Damat Gürcü Halil Rifat Paxá, estadista
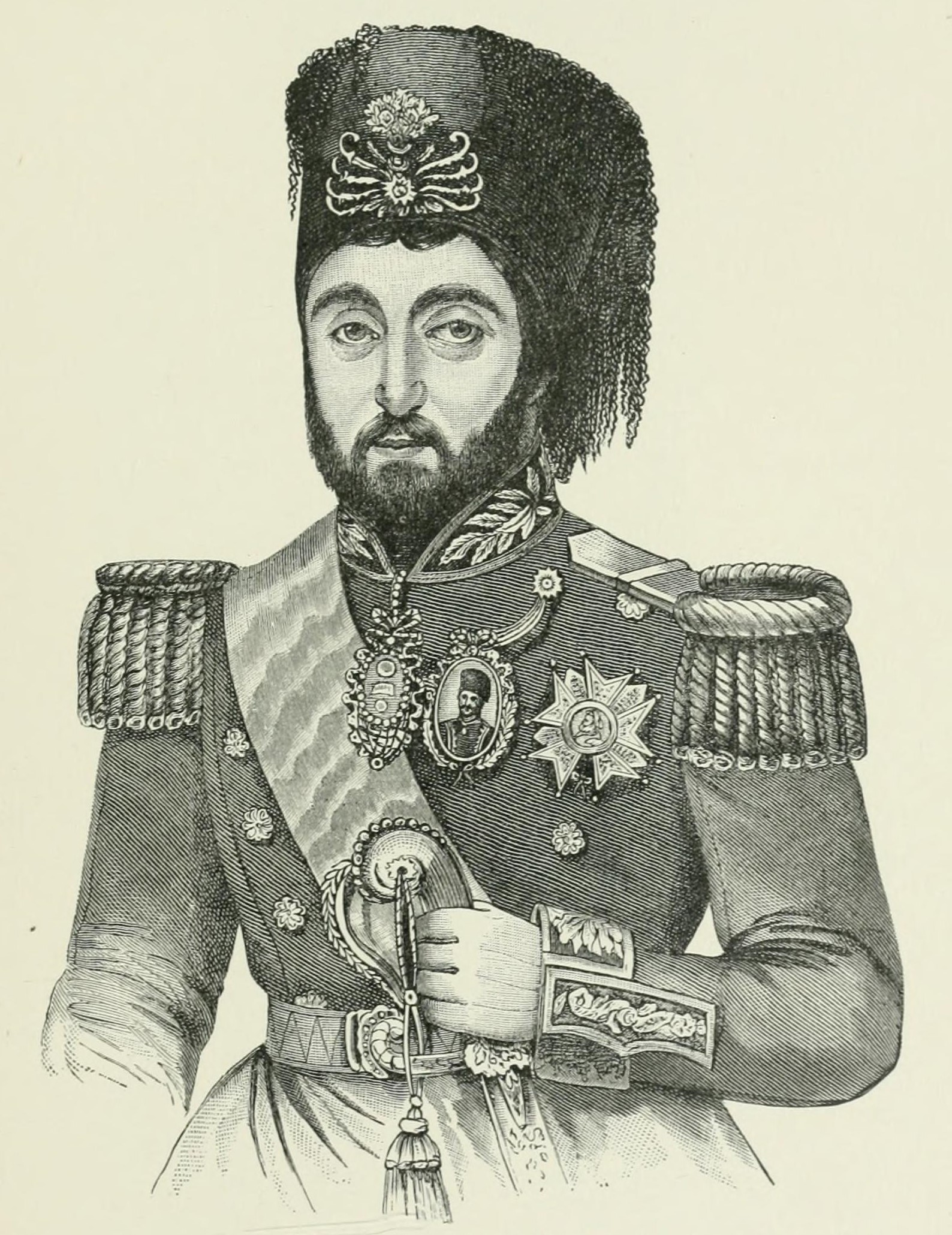
Mustafá Reshid Paxá, o principal arquiteto por trás das reformas do Tanzimat
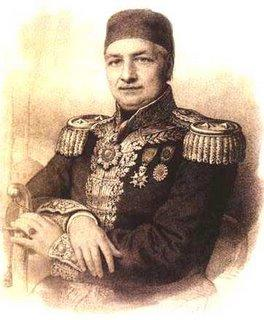
Giuseppe Donizetti Paxá
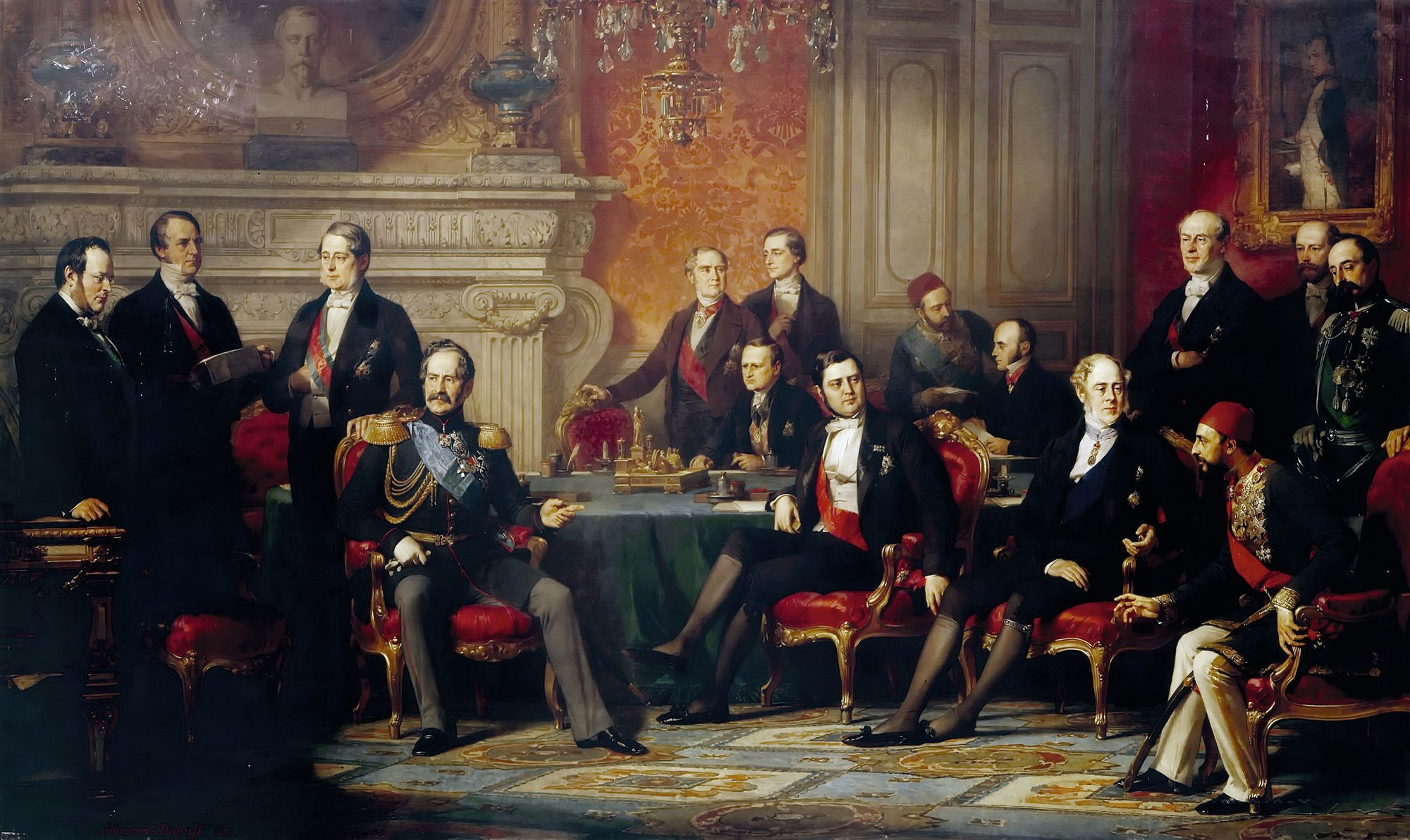
Mehmed Emin Ali Paxá(na extrema direita) veste uniforme diplomático

### Uniformes da corte 1876-1922

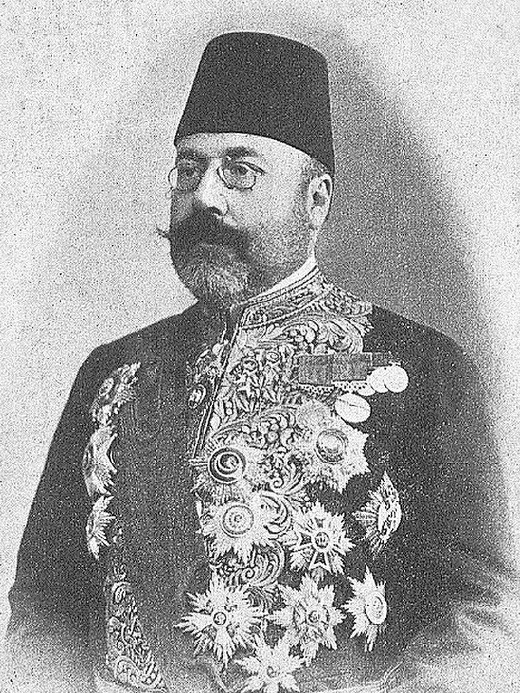
Ibrahim Hakki Pasha
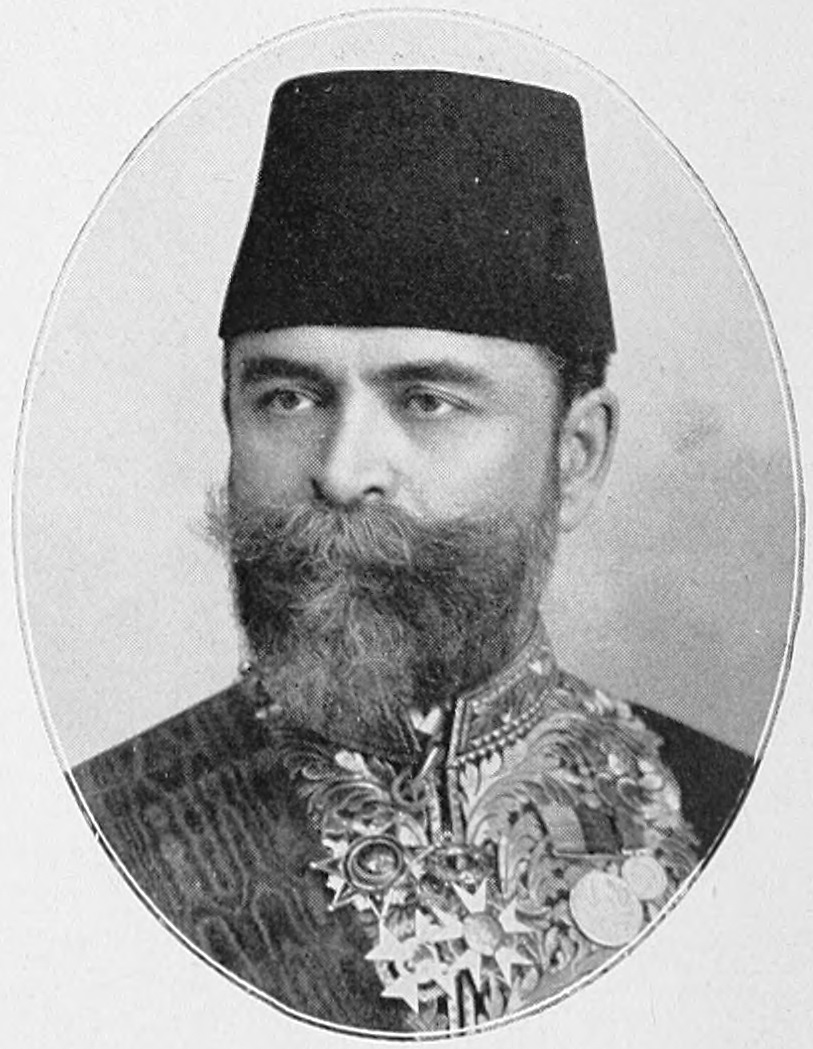
Damat Ferid Pasha
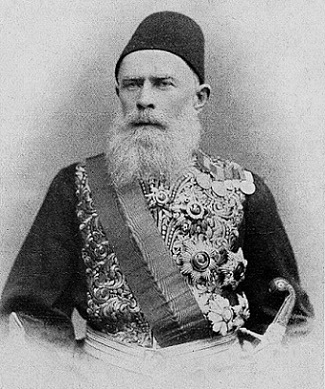
Ahmed Cevdet Pasha
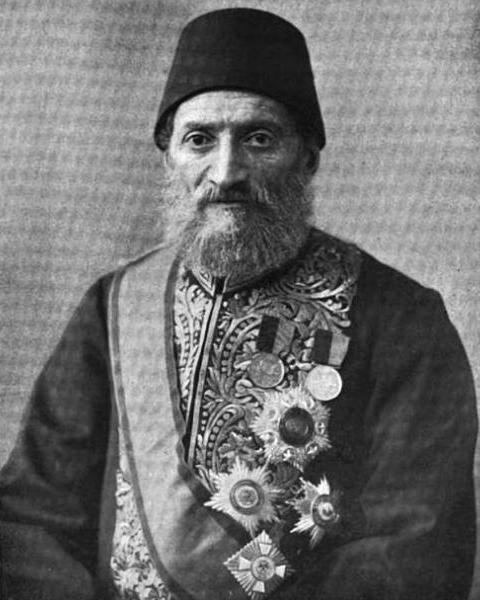
Kâmil Pasha
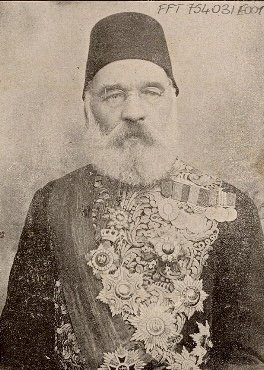
Halil Rifat Pasha
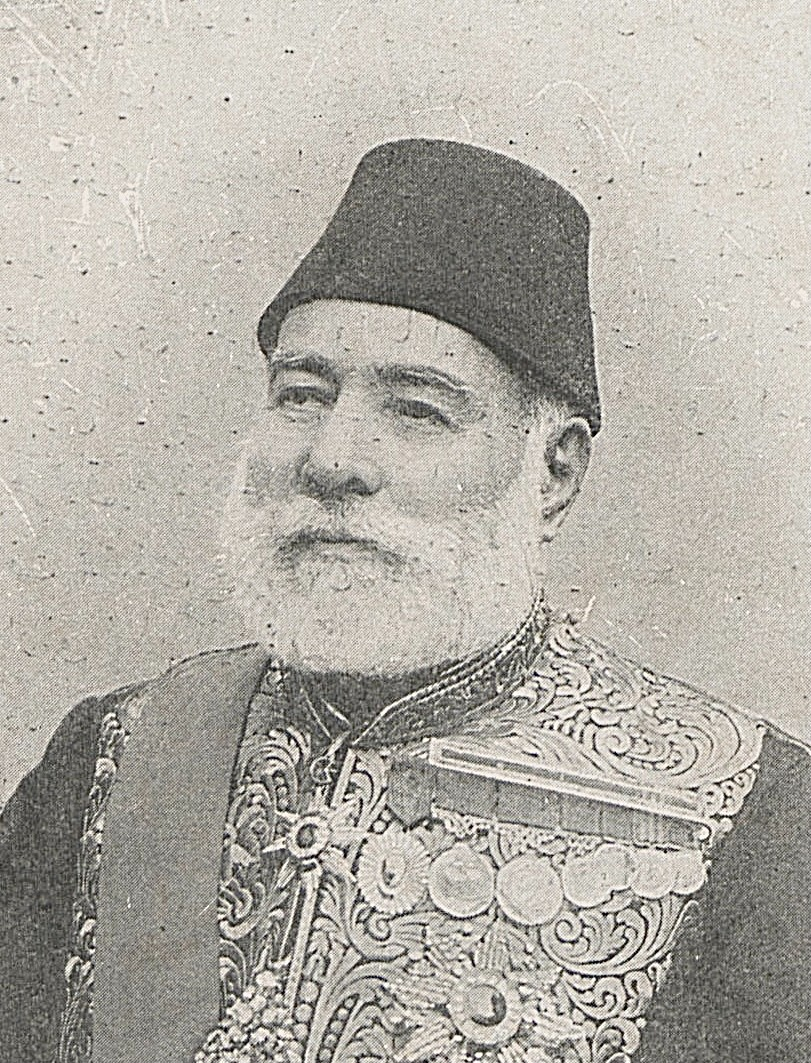
Abdurrahman Nurettin Pasha
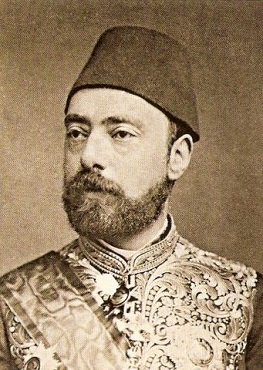
Sadullah Pasha
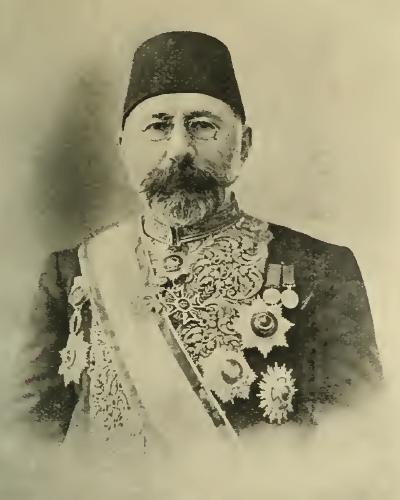
Abdurrahman Şeref Bey
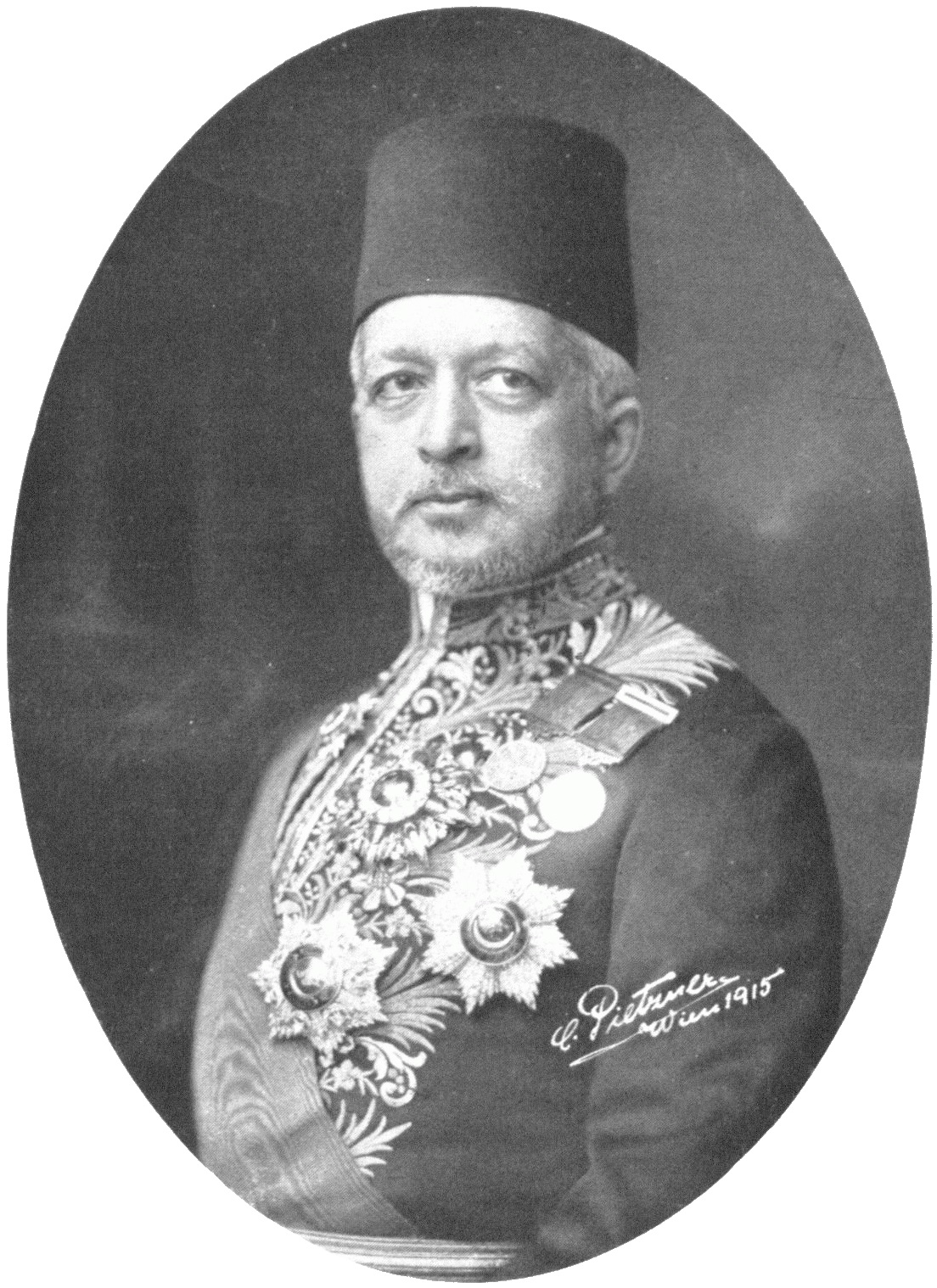
Said Halim Pasha
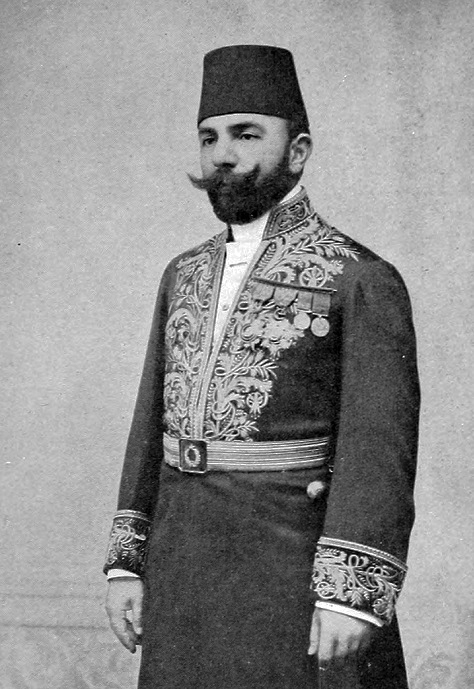
Djemal Pasha
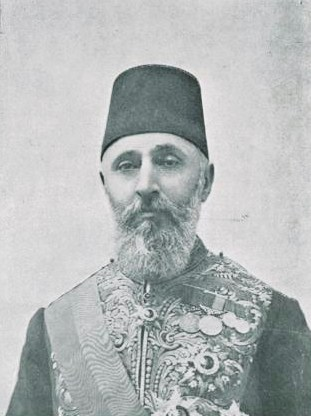
Ahmet Tevfik Pasha
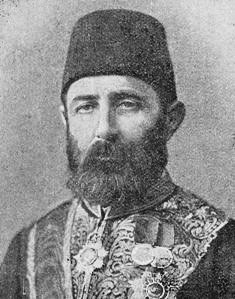
Hasan Fehmi Pasha
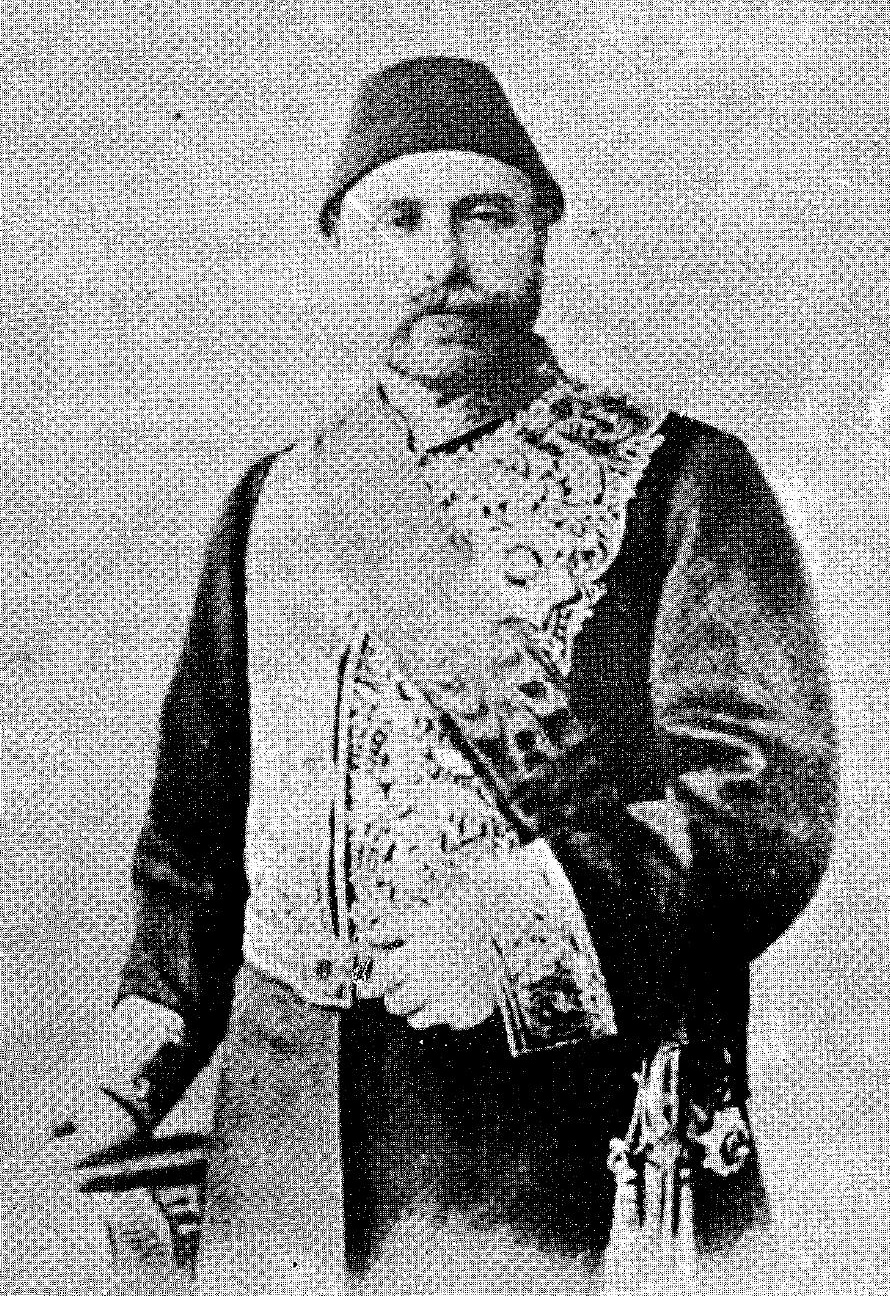
Mehmed Kadri Pasha
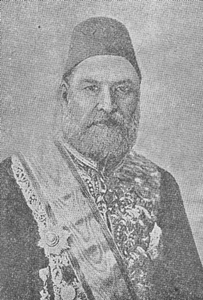
Agah Efendi
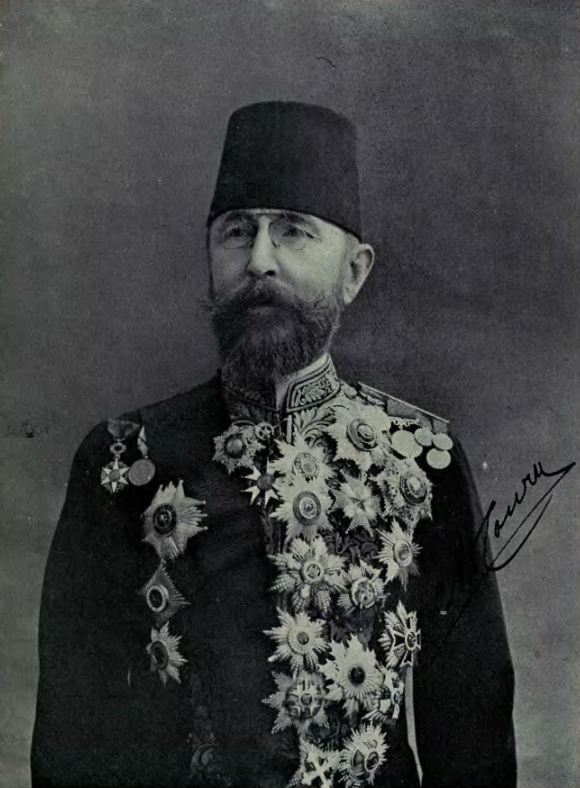
Nuri Pasha
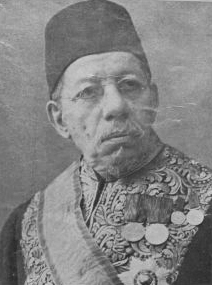
Mehmed Raif Pasha
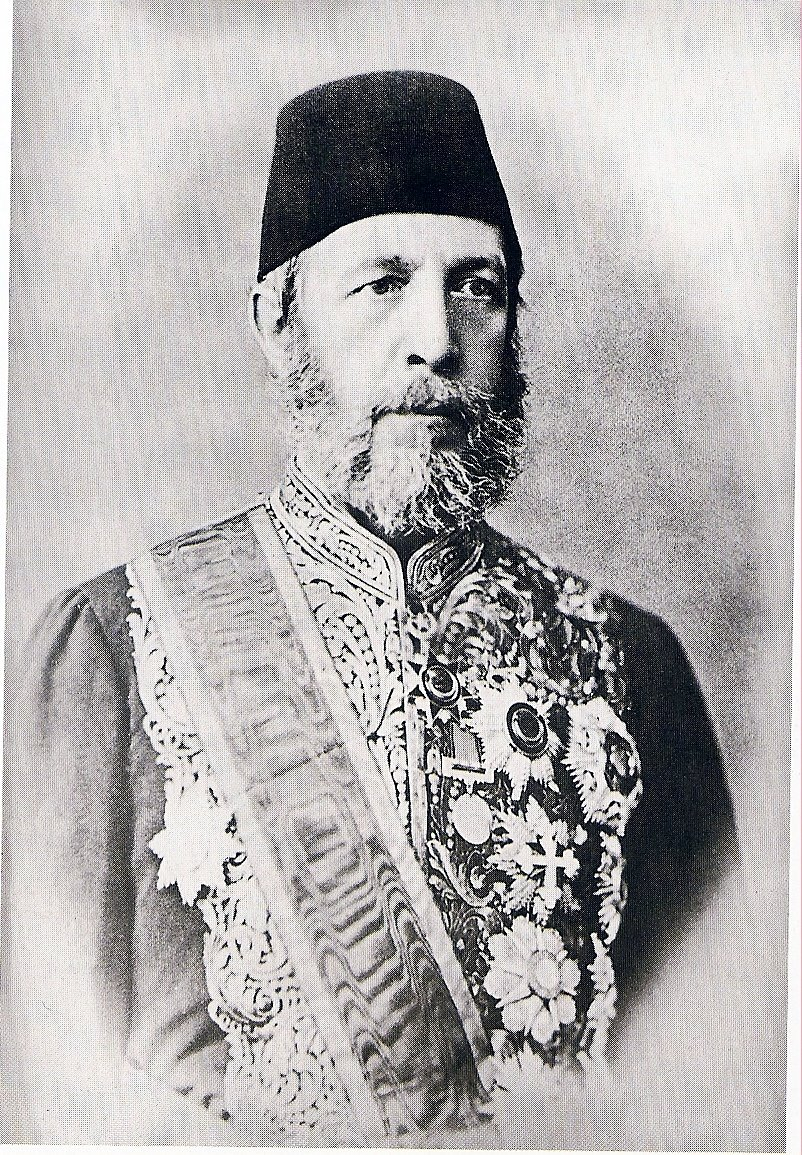
Alexander Karatheodori Pasha
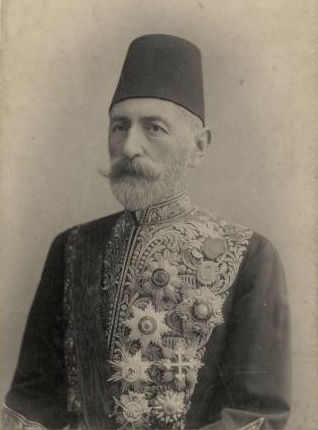
Turhan Pasha Përmeti